# Auguste de Morlhon
Joseph Auguste Victorin de Morlhon  (né le 27 frimaire an VIII (18 décembre 1799) à Villefranche-de-Panat - mort le 6 octobre 1862 à Rosières) était un ecclésiastique français du XIXe siècle, évêque du Puy de 1847 à 1862.

## Biographie
Docteur en théologie, chanoine et vicaire général d'Auch, il fut présenté comme évêque de Montpellier, puis préconisé le 5 décembre 1846 évêque du Puy-en-Velay, promulgué au consistoire du 12 avril 1847, il fut sacré le 30 mai 1847 par Nicolas de la Croix d'Azolette (archevêque d'Auch) dans la cathédrale d'Auch.
Après avoir fait ériger la statue de Notre-Dame de France sur le rocher Corneille, il est nommé chevalier de la Légion d'honneur, comte romain et assistant au trône pontifical. Mort en tournée pastorale le 6 octobre 1862 à Rosières, il est inhumé dans l'église Saint-Georges du grand séminaire du Puy-en-Velay.

## Distinction
- Chevalier de la Légion d'honneur (28 décembre 1854)[1]

## Hommage
La ville du Puy reconnaissante l'a honoré par l'érection, en 1864, d'une statue le représentant priant au pied de la Vierge, due au sculpteur Jean-Marie Bonnassieux.

Auguste de Morlhon priant
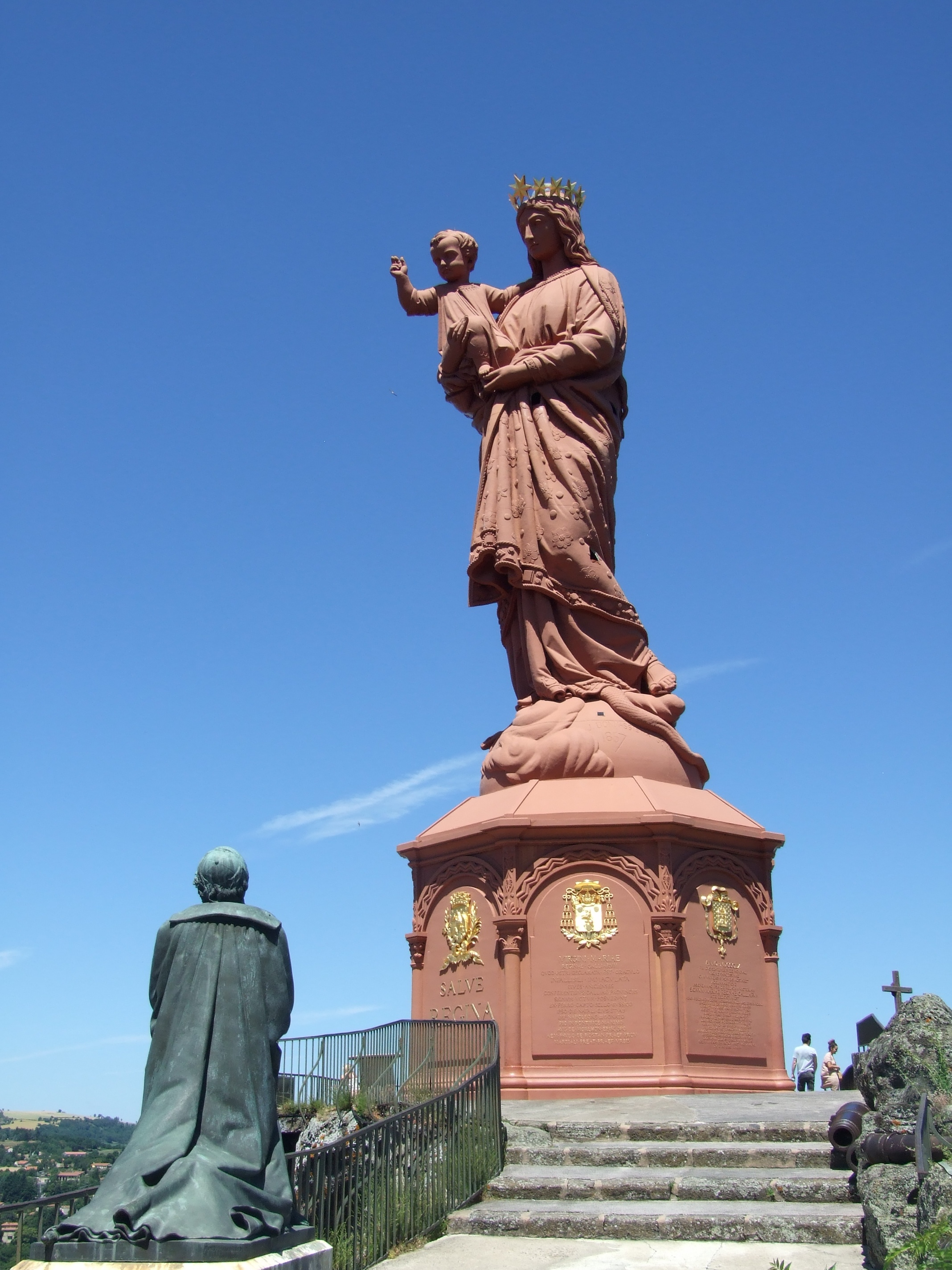
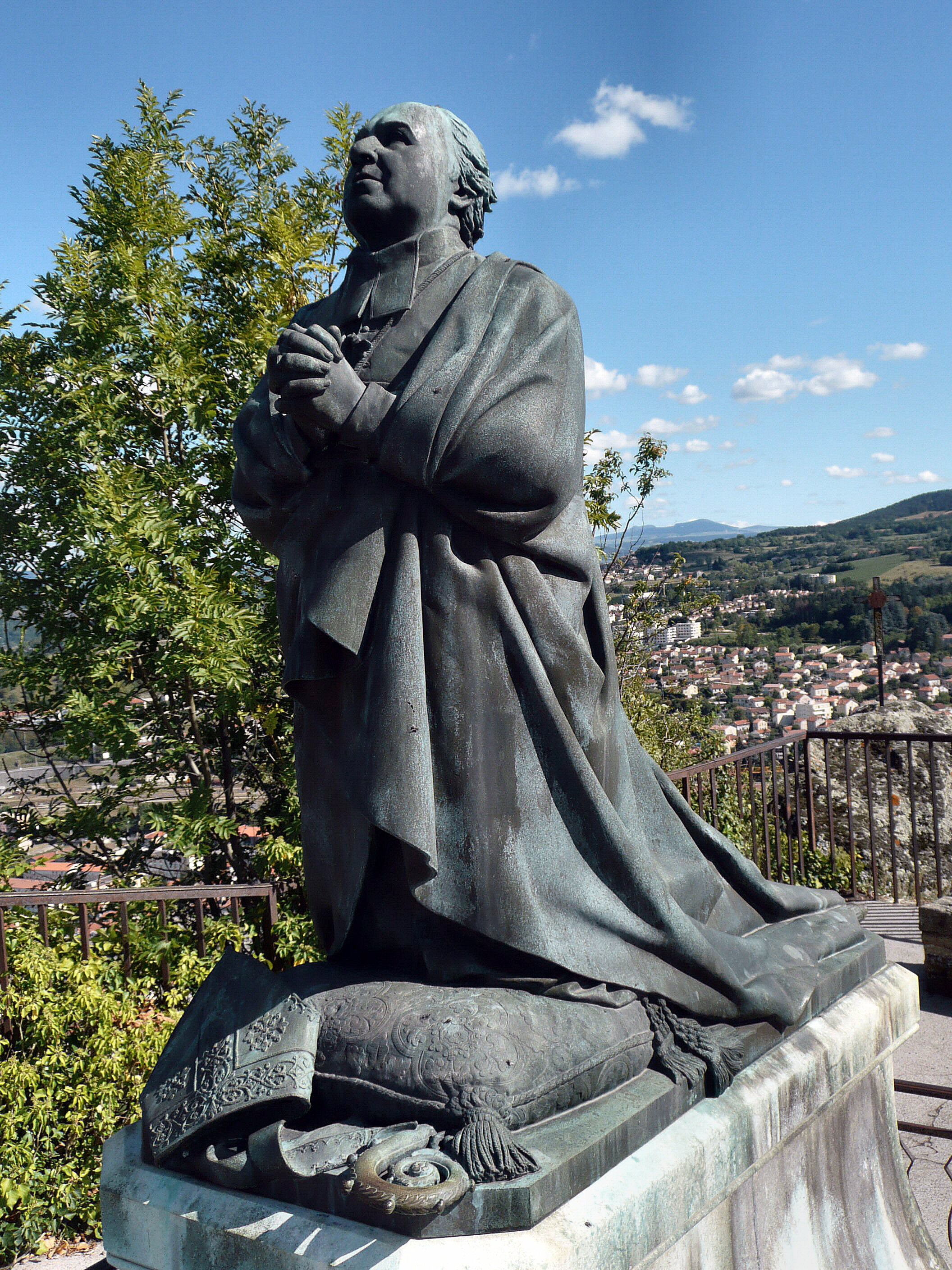